# Неферін
Неферін (нім. Neverin) — громада в Німеччині, розташована в землі Мекленбург-Передня Померанія. Входить до складу району Мекленбургіше-Зенплатте. Центр об'єднання громад Неферін.
Площа — 13,28 км2. Населення становить 1021 ос. (станом на 31 грудня 2020).